# Wildensee (Osttirol)
Der Wildensee, auch Wilden See, ist ein Gebirgssee (2515 m ü. A.) im Gschlößkamm der Venedigergruppe im Norden Osttirols (Gemeinde Matrei in Osttirol).
Der Wildensee ist ein Karsee im Osten des Gschlößkamms. Er liegt zwischen dem Hinteren Plattenkogel (2741 m ü. A.) im Norden, dem Wildenkogel (3021 m ü. A.) im Nordwesten und dem Schildkogel (2826 m ü. A.) im Südosten. Der Löbensee speist sich vor allem aus dem Schmelzwasser des Wildenkees. Oberhalb des Wildensees existiert ein kleiner Gletschersee, dessen Abfluss in den Wildensee mündet. Der Abfluss des Wildensees mündet in eine Lacke, die den weiter unterhalb liegenden Löbbensee und in der Folge den Löbbenbach speist. Bei einer Untersuchung in den 1980er Jahren wurde im Wildensee eine Population Seesaiblinge beschrieben, wobei zahlreiche Seen in der Region bereits im Mittelalter mit Fischen besetzt wurden.
Der Wildensee ist am einfachsten über den Wildenkogelweg erreichbar, der zunächst vom Matreier Tauernhaus zum Löbbensee führt. Vom Löbbensee aus geht man zunächst weiter am Wildenkogelweg zu einer oberhalb des Löbbensees gelegenen Lacke, der auch als Eissee bezeichnet wird, und folgt dann dem Wildenkogelweg bzz. dem Bachverlauf bis auf eine Seehöhe von 2.600 Metern. Dort verlässt man den Wildenkogelweg und geht weglos nach Südosten zum Wildensee.